# Інститут прикладних проблем фізики і біофізики НАН України
Інститут прикладних проблем фізики і біофізики НАН України — провідний науковий центр НАН України, створений 1998 року на базі Наукового та інженерно-технологічного центру біотехнічних систем «Сонар».
Директор інституту — доктор біологічних наук Мисюра Анатолій Григорович.

## Напрями діяльності
Фундаментальні і прикладні дослідження зосереджено на вивченні фізичних явищ у біологічних структурах, фізиці лазерів, оптичних процесів у речовинах, фізиці біотехнічних структур та екосистем.

## Структура
Має такі наукові підрозділи:
- відділ біофізики;
- відділ квантової електроніки;
- відділ трансферу технологій інноваційної діяльності, інтелектуальної власності;
- відділ фізики біотехнічних структур;
- відділ фізики екосистем.

## Дочірні установи
- Дочірнє підприємство «Екосенсор».
- Дочірнє підприємство «Науково-виробничий центр НАН України „Елхім“».